# Delacroix (stacja metra)
Delacroix – stacja metra w Brukseli, na linii 2 i 6. Zlokalizowana jest pomiędzy stacjami Gare de l’Ouest/Weststation i Clemenceau. Została otwarta 4 września 2006.